# 风光大嫁
《风光大嫁》（英語：The Perfect Wedding），2017年中国偶像剧。2016年6月至9月拍攝，本剧改编自作家风为裳的同名小说，由蒋梦婕、丹尼斯·吴、吕佳容、张粟领衔主演，于2017年6月19日在湖南娱乐频道首播，2018年2月26日于安徽卫视上星播出。

## 播出时间

### 首播
| 频道         | 所在地   | 播映日期      | 播出时间 | 备注 |
| ------------ | -------- | ------------- | -------- | ---- |
| 湖南娱乐频道 | 中国大陆 | 2017年6月19日 |          |      |
| 安徽卫视     | 中国大陆 | 2018年2月26日 |          |      |

## 劇情簡介
宁夏（蒋梦婕 饰）在网络上化名“紅小豆”，结识了网名“树洞”的男子，聊得十分投机的两人之间产生了真挚的友谊，紅小豆还在机缘巧合之下成为了树洞的救命恩人。实际上，树洞的真实身份正是宁夏的上司赵丹桥（丹尼斯·吴 饰）。当得知这一真相后，对树洞早已经芳心暗许的宁夏决定将这份感情默默的埋藏在心底。
與此同時，寧夏的表姊宁馨（吕佳容 饰）和大學時結識多年的男友隋然(張栗 飾)即將步入禮堂，大婚當日卻遇到寧馨弟弟懷了孕的女友帶著媽媽找上門來要求負責，開口一間房子和50萬聘金，拿不出錢的寧馨母親把主意打到隋然身上，稱若不出50萬就不嫁女兒。隋然竟轉身朝身旁同為大學同窗的富家千金王露露求婚成功，和寧馨恩斷義絕。
自卑的宁夏找到了剛離婚的表姐宁馨，希望后者能够代替自己同树洞见面。原本在會面中對趙丹橋毫無好感的寧馨，在得知對方的富家身分後，決定破坏他和宁夏之间的感情，更帶著趙丹橋出席前夫的婚禮，搶盡風采。另一方面，隋然娶了王露露後飛上枝頭，當上身為董事長的岳父特助，王露露卻始終沒尊重過他，以主人般的姿態指使他的一切。得不到身為男人的尊嚴，他不由得想起以前和寧馨時的美好，但寧馨已打定主意嫁給趙丹橋。隋然終於決心找回自己的尊嚴而離家出走，聯繫了在工作中曾經很賞識他的客戶，靠自己的努力得到地位後，不再委屈在王露露底下，兩人最終還是離了婚。
即便知道赵丹桥還是喜欢善良温柔的宁夏，千方百計讓寧夏退出甚至不惜將對方徹底趕走的寧馨終於和趙丹橋備婚，但在兩家的見面會上，得知真相的寧夏好友闖入見面會一口氣拆穿寧馨的真面目。婚事徹底取消之外，連父母也不再待見她，舉目無親由愛生恨的寧馨想起前夫隋然，她將趙家公司的財務資料給了隋然轉交敵對公司報仇，卻使得隋然被告竊取商業機密。他心繫寧馨，謊稱出差離開，支身自首入獄。得知真相的寧馨終於憶起過往兩人的甜蜜，重拾自己的本心。
最終，寧馨與隋然重修舊好，趙丹橋與寧夏相認相愛，兩對戀人在同一天結婚，一同迎來屬於自己的風光大嫁。

## 演员列表

### 主要演员
| 演員      | 角色   | 介紹 |
| 蒋梦婕    | 宁夏   | 网名红小豆，My way职员。當過多年的導遊, 宁馨的表妹，因小時候父母意外過世而被叔叔收養,个性善良且单纯。在宁馨的婚姻失败后没有受到打击，反而坚定了自己对爱情的看法。她与赵丹桥在网络上相识，因为自卑，她便让姊姊宁馨约见赵丹桥，从而促成了宁馨与赵丹桥之间短暂的爱情。在真相大白之后，他与赵丹桥有情人终成眷属。现实中。虽然，他们之间存在着巨大的差距，但两人历经重重磨难走到了一起。 |
| 丹尼斯·吴 | 赵丹桥 | 网名树洞，My way总裁, 蓝桥国际集團的繼承人，外表俊朗帅气冷面，但为人温和。他与宁夏在网络上相识，通过在现实生活中的接触，他慢慢地喜欢上宁夏，与宁夏是一对欢喜冤家。一直在寻找匿名救过自己的恩人, 他們因為網路而認識，但寧夏因過於自卑，便讓自己的表姐寧馨頂替自己成為網友紅小豆，與趙丹橋見面便促使她和寧馨短暫的成為戀人，在真相大白後與寧夏告白。最後有情人终成眷。 |
| 吕佳容    | 宁馨   | 宁夏的表姐。個性強勢自利, 在遭遇前夫隋然逃婚的打击后发誓要风光大嫁，逐渐迷失，成为了拜金女，她毅然地把和隋然有关的东西全部扔了出去，并且在饭桌上，坦然地与弟妹说了决定与隋然离婚的事实。之后宁馨回到工作的蓝桥国际酒店，安心展开与爱德珠宝公司的策划, 一次，在妹妹宁夏的安排下，她与各方面条件都很棒的赵丹桥见面，并开始了一段短暂的爱情。而后，赵丹桥发现这段爱情本就是一个错误的开始之后，赵丹桥果斷与她分手了。最后她在虚荣拜金中醒悟，并鼓起勇气拥抱真爱，最终和隋然复合，共同走进婚姻殿堂。 |
| 张粟      | 隋然   | 宁馨的前夫，两人原本有望终成眷属。在接亲时，丈母娘开口向他要50万彩礼。他拿不出来，丈母娘与妻子一起向他发难。一時衝動轉而向宁馨的大学同学兼闺蜜同時也是兩人的婚禮伴娘王露露求婚, 最终，他选择逃婚与伴娘王露露成为夫妻。结婚后不久，两人再次离婚，他靠着自己的能力做出了事业。多年后和宁馨再次相遇，两人复合，共同走进婚姻殿堂。 |
| 金玉倩    | 王露露 | 宁馨的大学同学兼闺蜜，千金白富美, 曾经苦追隋然多年，宁馨婚禮的伴娘在隋然被刁難拿不出50万彩礼幫她打抱不平而後一時衝動的隋然向她求婚， 因暗戀隋然多年而答應並利用自己的家世以及背景让隋然和宁馨离婚 與她成为夫妻。但结婚后不久，两人再次离婚。 在她和隋然結婚後她與宁馨的朋友關係也正式破裂。 |

### 其他演员
| 演員   | 角色   | 介紹 |
| 是安   | 秦浩   | 綽號:浩子, 酒吧老闆， 宁夏的好朋友， 和宁夏從小就認識， 喜歡寧夏多年 |
| 娄宇健 | 杨柳   | 心理醫生, 他是一名乐观、开朗、积极向上的人，有点玩世不恭的味道，却又很认真生活的人。 赵丹桥好友， 經常幫赵丹桥排憂解惑， 是個現實主義者 |
| 白一弘 | 宁致远 | 宁馨的弟弟, 宁夏的表弟, 小得的丈夫, 因為是家中最小的唯一男孩受到了全家的寵愛，他一直只想過好自己的生活，沒有上進心，卻有一個感情甚篤的女友。一次意外的懷孕事件而想要和小得走進婚姻殿堂，未來丈母娘為了彩禮金大鬧寧家, 和寧致遠姐姐的婚禮, 母親也為了兒子向宁馨的丈夫隋然發難索要50萬禮金，因此也搞砸了姐姐的婚禮。為此一邊痛苦一邊對姐姐愧疚。寧致遠和小得之間的感情虐心升級，一直糾結婚姻大事的兩人迎來了更多的考驗。當大家都不看好他們之時，兩個人卻過上了美滿幸福的生活，而宁致远也在經歷這事後變得成熟並懂得了扛起愛與家庭的責任。 |
| 韦奕波 | 冯敬尧 | 企業老闆單身漢, 蓝桥国际集團最大的競爭者, 一直受母親謊言洗腦的影響下一心想打倒蓝桥国际, 報復刘兰芝 |
| 李颖   | 刘兰芝 | 趙丹橋的母親, 蓝桥国际集團董事長, 商業女強人, 一手創立蓝桥国际 |
| 卢勇   | 赵志伟 | 改姓張, 趙丹橋的親生父親 ,多年前的一個誤會與對妻子的不信任, 選擇與妻子離婚, 拋妻棄子 |
| 杨雪儿 | 小得   | 宁致远的妻子，和宁致远在热恋中偶然怀孕了，随后两个家庭对于双方都是不满意的，在宁致远和小得的努力下，两人成功的过起了幸福小日子。 |
| 叶梓棠 | 米七月 | 喜欢宁致远，一个敢爱敢恨的富家大小姐，她的人生信条是：爱就要痛痛快快，不爱就要直言不讳，喜欢就争取，得到就珍惜，失去就忘记。 |
| 严志平 | 宁桂林 | 宁馨的爸爸, 宁夏的叔叔, 宁致远的爸爸 |
| 朱亚英 | 潘越云 | 宁馨的媽媽, 宁夏的嬸嬸, 宁致远的媽媽 |
| 徐铭悦 | Lucy   | My way的員工, 宁夏的同事兼朋友 |
| 茹天   | 王秘书 | 蓝桥国际的員工, 刘兰芝的秘書 |
| 周红   | 张妈   | 刘兰芝家的傭人 |
| 顾凯俐 | 小得妈 | 小得的媽媽, 宁致远的丈母娘, 為了彩禮而大鬧寧家, 一开始不同意女儿小得和宁致远，后来在女儿小得的帮助下，她慢慢的认可了这个女婿。 |
| 杜雅春 | 冯母   | 馮敬堯的媽媽, 住在精神病院 |
| 杜艳   | 陈萍萍 | 赵志伟的再婚妻子, 後與結婚十年的赵志伟離婚 |

## 电视原声带
| 曲序 | 曲目                   |        | 作曲   | 演唱   |
| ---- | ---------------------- | ------ | ------ | ------ |
| 1.   | 伤口（片头曲）         | 汪家石 | 陈大明 | 梁凡   |
| 2.   | 我和你永相依（片尾曲） | 汪家石 | 陈大明 | 刘晓洁 |

## 收視率
| 图解 | 《风光大嫁》 | 《國劇演義》／《一週精彩回顧》 |

| 中国 安徽卫视 首播收视率           |                                    |             |             |             |           |           |           |           |           |           |                                              |
| 集數                               | 播出日期                           | CSM52城市网 | CSM52城市网 | CSM52城市网 | CSM全国网 | CSM全国网 | CSM全国网 | CSM16省网 | CSM16省网 | CSM16省网 | 備註                                         |
| 集數                               | 播出日期                           | 收視率      | 收視份額    | 排名        | 收視率    | 收視份額  | 排名      | 收視率    | 收視份額  | 排名      | 備註                                         |
| 1-2                                | 2018年2月26日                      | 0.181       | 0.594       | 20          | 0.31      | 1.02      | 11        | 0.149     | 0.438     | 16        |                                              |
| 國劇演義                           | 2018年2月26日                      | 0.13        | 0.454       | 26          | 0.2       | 0.72      | 29        | 0.122     | 0.394     | 15        |                                              |
| 3-4                                | 2018年2月27日                      | 0.235       | 0.772       | 17          | 0.26      | 0.84      | 14        | 0.141     | 0.404     | 18        | 東方、江苏《一路繁花相送》、北京《决胜》完結 |
| 國劇演義                           | 2018年2月27日                      | 0.144       | 0.502       | 26          | 0.19      | 0.68      | 30        | 0.129     | 0.414     | 14        | 東方、江苏《一路繁花相送》、北京《决胜》完結 |
| 5-6                                | 2018年2月28日                      | 0.208       | 0.693       | 20          | 0.2       | 0.67      | 18        | 0.208     | 0.693     | 15        | 東方、北京《美好生活》、江苏《利刃出击》開播 |
| 國劇演義                           | 2018年2月28日                      | 0.155       | 0.537       | 20          | 未上榜    | 未上榜    | 未上榜    | 0.102     | 0.324     | 18        | 東方、北京《美好生活》、江苏《利刃出击》開播 |
| 7-8                                | 2018年3月1日                       | 0.222       | 0.732       | 17          | 0.19      | 0.63      | 18        | 暂缺      | 暂缺      | 暂缺      |                                              |
| 9-10                               | 2018年3月2日                       | 0.231       | 0.748       | 13          | 0.24      | 0.76      | 10        | 0.18      | 0.502     | 9         |                                              |
| 11-12                              | 2018年3月3日                       | 0.253       | 0.842       | 12          | 0.26      | 0.88      | 12        | 0.164     | 0.477     | 13        | 湖南《談判官》完結                           |
| 13                                 | 2018年3月4日                       | 0.257       | 0.821       | 13          | 0.3       | 0.96      | 9         | 0.211     | 0.611     | 9         | 湖南《老男孩》開播                           |
| 一週精彩回顧                       | 2018年3月4日                       | 0.211       | 0.682       | 12          | 0.25      | 0.84      | 19        | 0.177     | 0.534     | 9         | 湖南《老男孩》開播                           |
| 14-15                              | 2018年3月5日                       | 0.229       | 0.774       | 18          | 0.32      | 1.12      | 14        | 0.232     | 0.69      | 10        |                                              |
| 國劇演義                           | 2018年3月5日                       | 0.181       | 0.726       | 13          | 0.2       | 0.89      | 28        | 0.144     | 0.561     | 7         |                                              |
| 16-17                              | 2018年3月6日                       | 0.257       | 0.84        | 15          | 0.34      | 1.13      | 12        | 0.223     | 0.641     | 10        |                                              |
| 國劇演義                           | 2018年3月6日                       | 0.161       | 0.578       | 18          | 未上榜    | 未上榜    | 未上榜    | 0.164     | 0.563     | 6         |                                              |
| 18-19                              | 2018年3月7日                       | 0.257       | 0.84        | 15          | 0.27      | 0.92      | 14        | 0.23      | 0.667     | 10        |                                              |
| 國劇演義                           | 2018年3月7日                       | 0.161       | 0.578       | 18          | 未上榜    | 未上榜    | 未上榜    | 0.146     | 0.514     | 9         |                                              |
| 20-21                              | 2018年3月8日                       | 0.274       | 0.956       | 12          | 0.3       | 1.06      | 12        | 0.214     | 0.636     | 9         | CCTV-1《初心》完結                           |
| 國劇演義                           | 2018年3月8日                       | 0.185       | 0.702       | 19          | 0.23      | 0.92      | 15        | 0.196     | 0.693     | 7         | CCTV-1《初心》完結                           |
| 22-23                              | 2018年3月9日                       | 0.258       | 0.869       | 12          | 0.37      | 1.27      | 8         | 0.207     | 0.598     | 9         |                                              |
| 24-25                              | 2018年3月10日                      | 0.317       | 1.045       | 8           | 0.37      | 1.21      | 8         | 0.216     | 0.631     | 10        |                                              |
| 26                                 | 2018年3月11日                      | 0.291       | 0.964       | 10          | 0.37      | 1.27      | 8         | 0.198     | 0.579     | 10        | CCTV-8《我的父親我的兵》完結                 |
| 一週精彩回顧                       | 2018年3月11日                      | 0.225       | 0.747       | 13          | 0.29      | 1.04      | 14        | 0.185     | 0.581     | 6         | CCTV-8《我的父親我的兵》完結                 |
| 27-28                              | 2018年3月12日                      | 0.314       | 1.074       | 10          | 0.34      | 1.22      | 11        | 0.252     | 0.77      | 9         | CCTV-8《突击再突击》、CCTV-1《沙海老兵》開播 |
| 國劇演義                           | 2018年3月12日                      | 0.172       | 0.657       | 18          | 0.2       | 0.86      | 21        | 0.156     | 0.575     | 9         | CCTV-8《突击再突击》、CCTV-1《沙海老兵》開播 |
| 29-30                              | 2018年3月13日                      | 0.28        | 0.96        | 12          | 0.38      | 1.36      | 9         | 0.285     | 0.861     | 8         |                                              |
| 國劇演義                           | 2018年3月13日                      | 0.192       | 0.728       | 18          | 0.2       | 0.84      | 24        | 0.184     | 0.67      | 7         |                                              |
| 31-32                              | 2018年3月14日                      | 0.352       | 1.223       | 11          | 0.37      | 1.34      | 10        | 0.284     | 0.887     | 8         |                                              |
| 國劇演義                           | 2018年3月14日                      | 0.224       | 0.884       | 13          | 0.15      | 0.68      | 29        | 沒有公佈  | 沒有公佈  | 沒有公佈  |                                              |
| 33-34                              | 2018年3月15日                      | 0.37        | 1.266       | 10          | 0.38      | 1.35      | 10        | 0.298     | 0.904     | 7         |                                              |
| 國劇演義                           | 2018年3月15日                      | 0.397       | 1.521       | 7           | 0.18      | 0.75      | 27        | 0.143     | 0.521     | 11        |                                              |
| 35-36                              | 2018年3月16日                      | 0.385       | 1.277       | 8           | 0.4       | 1.33      | 9         | 0.33      | 0.957     | 7         |                                              |
| 平均收視（只统计《海豚第一劇場》） | 平均收視（只统计《海豚第一劇場》） | 0.273       | 0.91        | 不適用      |           |           | 不適用    |           |           | 不適用    |                                              |

1. 同时段或交叉时段主要节目：
  - CCTV-1：《初心》／《沙海老兵》
  - CCTV-8：《我的父親我的兵》／《突擊再突擊》
  - 湖南：《談判官》／《老男孩》
  - 東方：《一路繁花相送》／《美好生活》
  - 浙江：《台灣往事》
  - 北京：《決勝》／《美好生活》
  - 江苏：《一路繁花相送》／《利刃出擊》
2. 数据由广视索福瑞提供，调查范围为四岁以上之观众。
3. 以上收视排名包括央视在内。CSM16省网排名不含央视
4. 收視最低的集數以藍色表示，收視最高的集數以紅色表示
5. 资料来源：卫视这些事儿、TV未知数、卫视走光了、数据狮